# Johan Hendrik Doeleman

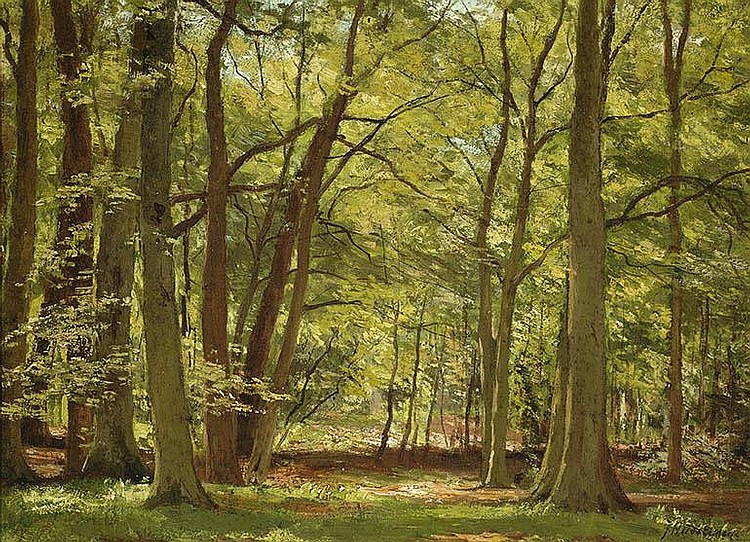
Waldlandschaft

Johan Hendrik Doeleman (* 5. März 1848 in Rotterdam; † 10. Mai 1913 in Den Haag) war ein niederländischer Landschaftsmaler, Aquarellist und Zeichner. Er gilt als einer der Maler der zweiten Generation der Haager Schule.
Doeleman wurde als Sohn von Jacobus Doeleman und Maria Elisabeth Oldenburg geboren. Er studierte Malerei an der Akademie der bildenden Künste und technischen Wissenschaften in Rotterdam. 1871 erhielt er ein Stipendium von König  Willem III.
Doeleman wurde 1877 zum Lehrer an der Kunstakademie in Rotterdam ernannt. Er war unter anderem Lehrer von Leo Oosthout und Friedrich Hubert Ernst Bicknese. Bis 1899 arbeitete und lebte er in Rotterdam. Ab 1899 arbeitete und lebte er in Den Haag. Er malte Landschaften, Wald- und Dünenlandschaften, aber auch Stillleben und figurative Gemälde.
Er malte nicht nur mit Ölfarben, sondern auch Aquarelle im impressionistischen Stil. Er war Mitglied des Künstlervereins Pulchri Studio in Den Haag. 1902 wurde er Ehrenmitglied der Zeichenakademie in Rotterdam. Seine Bilder wurden im Gemeentemuseum in Nimwegen, im Historischen Museum Deventer und im Zeeuws Museum in Middelburg ausgestellt.
Doeleman heiratete am 29. Oktober 1874 in Rotterdam Josina Christina Cornelia Wierikx, Tochter von Petrus Wierikx und Theodora Gusberta van Beuzekom. Die letzten Lebensjahre verbrachte er in Leidschendam-Voorburg.
Er starb im Alter von 65 Jahren im römisch-katholischen Krankenhaus in Den Haag. Er wurde am 14. Mai 1913 auf dem Friedhof Oud Eik en Duinen in Den Haag beigesetzt.